# テューリンギア人法典
テューリンギア人法典 （ラテン語:Lex Thuringorum） は、フランク王国のもとで制作された法典。

## 概要
802年もしくは803年ごろに初めて書かれたとされ、10世紀に書かれたコルベイエンシス文書にザクセン人法典と共に載せられた原稿が現存している。中世ラテン語で徴税法や成文化された慣習法が記されており、フランク人政府と繋がりをもつような一部のテューリンギア人上層部が読むことが出来た。テューリンギア人法典、ザクセン人法典、フランク・カマウィ人法典、フリース人法典の4つは、カロリング朝が各部族についてまとめたものという意味でカロリング部族諸法典 (karolingischen Stammesrechte)と呼ばれる。これは4つが同時期にカール大帝の命令によってフランク帝国内の各地の異なる慣習をまとめられたものだからである。カロリング部族諸法典は実際の部族法を忠実かつ包括的に残したものとは言い難いが、これらはフランク王国によるキリスト教化の一環でもあった。
テューリンギア人法典の第31章では、私闘権の相続が認められている。カール・ミューレンホフはこれをテューリンギア人法典がゲルマン法の原点に近いものである証であるとしているが、現在ではゲルマン法とローマ法が融合したものであるとの見方が一般的になっている。
テューリンギア人法典内では誘拐の罪は殺人と同等であったが、これは誘拐が性暴力と一体として行われるものという認識があったためであるとされる。第47章では、女性が金銭を所有することが認められているが、それを自由に使うことはできず、また結婚にも許可が必要だった。

## 発行物
- "Lex Thuringorum", ed. Claudius von Schwerin, MGH, Fontes Iuris Germanici Antiqui. Hanover: 1918.
- "Lex Angliorum et Werinorum hoc est Thuringorum", ed. Karl Friedrich von Richthofen, MGH, Leges, I, v, 103–44.. Hanover: 1875–79.